# Le Mée-sur-Seine
Le Mée-sur-Seine là một xã ở tỉnh Seine-et-Marne, thuộc vùng Île-de-France ở miền bắc nước Pháp.

## Dân số
- Người dân ở đây được gọi là Méens.
- Điều tra dân số năm 1999, xã này có dân số là 21.217.

| 1793 | 1800 | 1806 | 1821 | 1831 | 1836 | 1841 | 1846 | 1851 |
| ---- | ---- | ---- | ---- | ---- | ---- | ---- | ---- | ---- |
| 238  | 301  | 281  | 332  | 401  | 475  | 483  | 590  | 617  |

| 1856 | 1861 | 1866 | 1872 | 1876 | 1881 | 1886 | 1891 | 1896 |
| ---- | ---- | ---- | ---- | ---- | ---- | ---- | ---- | ---- |
| 577  | 650  | 656  | 674  | 634  | 720  | 813  | 792  | 701  |

| 1901 | 1906 | 1911 | 1921 | 1926 | 1931 | 1936 | 1946  | 1954  |
| ---- | ---- | ---- | ---- | ---- | ---- | ---- | ----- | ----- |
| 650  | 653  | 624  | 678  | 754  | 839  | 875  | 1 040 | 1 220 |

| 1962                                         | 1968  | 1975   | 1982   | 1990   | 1999   | - | - | - |
| -------------------------------------------- | ----- | ------ | ------ | ------ | ------ | - | - | - |
| 1 391                                        | 4 426 | 10 056 | 13 917 | 20 933 | 21 217 | - | - | - |
| Số liệu kể từ 1962 : dân số không tính trùng |       |        |        |        |        |   |   |   |